# Gol Chavān
Gol Chavān (persiska: گل چوان) är en ort i Iran.   Den ligger i provinsen Östazarbaijan, i den nordvästra delen av landet, 500 km väster om huvudstaden Teheran. Gol Chavān ligger 2 103 meter över havet och antalet invånare är 152.
Terrängen runt Gol Chavān är huvudsakligen kuperad, men åt sydost är den platt. Terrängen runt Gol Chavān sluttar söderut.Runt Gol Chavān är det ganska tätbefolkat, med 54 invånare per kvadratkilometer. Närmaste större samhälle är Qayeh Bolāghī, 9,6 km söder om Gol Chavān. Trakten runt Gol Chavān består i huvudsak av gräsmarker.